# Острів Тюленів (Південно-Африканська Республіка)
Острів Тюленів (раніше відомий як Witte Klip, що означає «Біла скеля») — це невеликий масив землі, розташований за 5,7 км від північних пляжів Фолс-Бей, поблизу Кейптауна в Південній Африці. Острів отримав таку назву через велику кількість капських морських котиків, які населяють його. Це острів площею 5 акрів (2,0 гектара), де проживає 64 000 морських котиків. Тут також живуть морські птахи, і цілком імовірно, що не морські види також прилітають туди для розмноження. Острів є відслоненням граніту з мису і піднімається не більше ніж на 4 — 6 метрів над відміткою припливу. Острів не має жодної рослинності, будь-якого ґрунту чи навіть пляжу.
Радарна щогла була побудована на острові під час Другої світової війни командою, яка жила в збірних хатинах під час будівництва, але ця вежа поступово піддалася корозії та була знесена під час зимового шторму в 1970 році. Від нього залишився лише іржавий, покручений метал. На острові залишилися руїни кількох хатин та інших споруд часів збору гуано (перша половина 20 століття). Деякі написи на скелях, зроблені збирачами гуано в 1930-х роках, все ще помітні.

## Тваринний світ
Окрім капського морського котика, тут зустрічається бурий морський котик. Щільна популяція ластоногих у певні пори року приваблює головного хижака на тюленів, велику білу акулу. Острів Тюленів і прилеглі води надають рідкісні можливості для тих, хто бажає стати свідком нападу великих білих акул на морських котиків.